# USS Constellation (FFG-62)
USS Constellation (FFG-62) är en kommande fregatt i USA:s flotta, som för tillfället (2020) är under utveckling. Hon kommer även att vara det första fartyget i  Constellation-klassen. Fartyget är namngivet efter flera tidigare fartyg i USA:s flotta, fartyg som i sin tur är namngivna efter stjärnsymbolerna i USA:s flagga.